# 퀸시 마켓

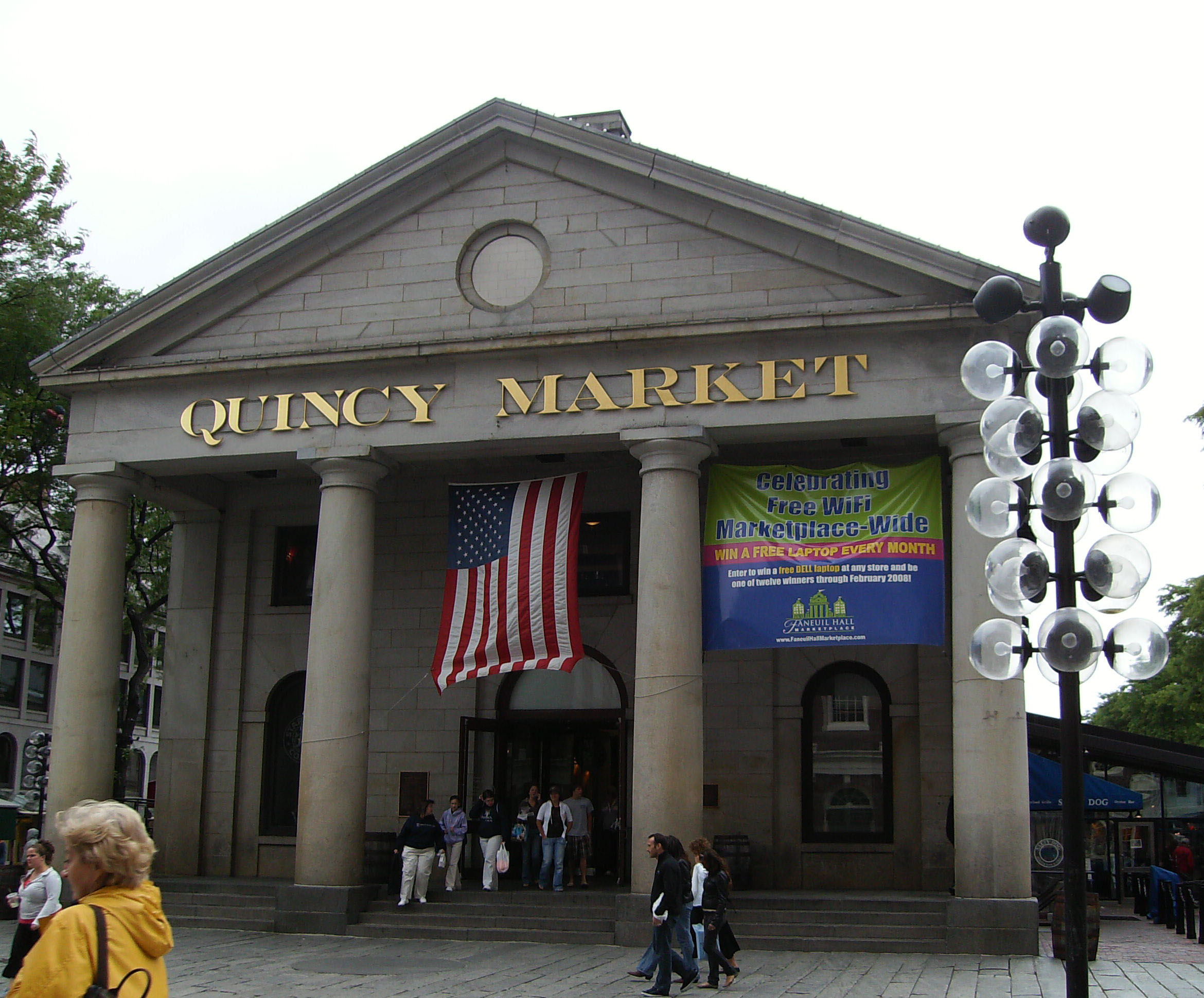
퀸시 마켓

퀸시 마켓(영어: Quincy Market)은 미국 매사추세츠주 보스턴 시내 중심가에 위치한 역사적인 건물이다. 1824년부터 2년간 건설되었다. 이름은 당시 시장이었던 요시아 퀸시 3세에서 따왔다.

## 건물 개요
퀸시 마켓은 2층으로 이루어져 있으며, 위에서 보면 직사각형 모양을 하고 있고, 면적은 약 2,500m²이다. 내부 중앙에는 동서로 긴 복도가 있다. 외관은 뉴 잉글랜드 전통의 화강암 구조, 내벽은 빨강 벽돌 구조로 되어있다. 동서 각각의 출입구에서는 로마 양식 이있는 반면, 측벽은 현대 건축으로 지어졌다. 또한 건물 중앙에는 구리로 덮인 돔이 붙어있다. 돔 바로 아래는 휴게소 및 정문이다.

## 역사
보스턴이 시로 승격한 1822년 무렵, 시내에 상업 수요가 늘면서 패늘 홀은 이미 비좁게되었다. 점포 공간의 확충을 위해 알렉산더 패리스의 디자인을 기초하여, 퀸시 마켓은 패늘 홀 동쪽에 인접해 지어졌다. 당시 패늘 홀은 물가에 위치하고 있으며, 퀸시 마켓의 부지를 확보하기 위해 항구의 일부가 매립되었다. 그 결과, 당초의 목적이었던 상업 공간의 확대뿐만 아니라 6개의 거리 신설도 이어졌다.
개업 당시부터, 퀸시 마켓은 계란, 치즈, 빵 등 식료품을 주로 취급하는 쇼핑 센터였다. 또한 1970년대에 동물의 뼈가 발견되었으며, 도살도 행해지고 있었다고 볼 수있다. 현재 퀸시 마켓은 패늘 홀과 노스 마켓, 사우스 마켓과 함께 패늘 홀 마켓플레이스라는 쇼핑 센터로 운영되고 있다. 퀸시 마켓에는 각종 식료품 상점과 레스토랑이 늘어서 있다. 점심 시간대가 되면 시내에서 일하는 사람들이 점심을 사러 퀸시 마켓에 모여 든다. 건물의 동서 끝은 각각 열린 공간이 있으며, 포장 마차가 늘어서, 각종 거리 공연도 활발히 진행되고있다.
또한 퀸시 마켓은 패늘 홀과 함께 프리덤 트레일을 따라 보스턴의 명소이다.